# Sivanesaniella prunicola
Sivanesaniella prunicola är en svampart som beskrevs av Gawande & D.K. Agarwal 2004. Sivanesaniella prunicola ingår i släktet Sivanesaniella och familjen Venturiaceae.   Inga underarter finns listade i Catalogue of Life.